# Molophilus laterospinosus
Molophilus laterospinosus är en tvåvingeart som beskrevs av Alexander 1929. Molophilus laterospinosus ingår i släktet Molophilus och familjen småharkrankar. Inga underarter finns listade i Catalogue of Life.